# Marco Louwerens
Marco Louwerens (Rotterdam, 9 november 1966), is een Nederlandse televisiebestuurder. Tot oktober 2023 was hij Directeur Televisie bij Talpa Network.

## Loopbaan
Marco Louwerens heeft het Montessori Lyceum Rotterdam (vwo) bezocht en heeft daarna economie gestudeerd aan de Universiteit Maastricht, maar de studie niet afgerond.
Louwerens begon in 1994 bij AT5 als eindredacteur en verslaggever, een rol die hij vanaf 1997 ook vervulde bij de TROS voordat hij in 1998 aan de slag ging als regisseur en verslaggever bij Peter R. de Vries, misdaadverslaggever. Hier bleef hij werkzaam tot en met 2000. Vanaf 2001 ging Louwerens in een vergelijkbare rol werken voor de VARA. In 2003 werd hij eindredacteur van Goedemorgen Nederland van de KRO. Van 2005 tot 2007 was Louwerens eindredacteur van NH.
In 2007 kwam Louwerens bij RTL terecht. Eerst als creative consultant, maar later als programmamanager van hoofdzender RTL 4. In 2011 werd Louwerens verantwoordelijk voor RTL 7. Enkele maanden na zijn aanstelling wist het programma Voetbal International, van Wilfred Genee, René van der Gijp en Johan Derksen, de Gouden Televizier-Ring te winnen. Het programma kwam tijdens zijn termijn meerdere keren in opspraak, waarna Louwerens werd geacht de schade te beperken en de heren weer bij elkaar te brengen. Eind maart 2018 werd bekend dat het programma, het belangrijkste programma van de zender, de overstap zou maken naar het Veronica van Talpa Network en John de Mol jr.. Niet veel later werd bekend dat ook Louwerens de overstap zou maken naar Talpa Network, waar hij door een concurrentiebeding pas in maart 2019 officieel aan het werk kon.
Bij Talpa Network werd Louwerens Directeur Televisie. In die rol werd hij verantwoordelijk voor de programmering van de vier televisiezenders SBS6, Net5, Veronica en SBS9. Ondertussen zetten Genee, Van der Gijp en Derksen hun programma voort onder de naam Veronica Inside. Louwerens werd regelmatig aangehaald als Directeurtje en participeerde enkele keren in de uitzending als Sinterklaas.
Na een succesvolle dagelijkse talkshow rondom het EK voetbal in 2021, De Oranjezomer, werd besloten de heren te verhuizen van Veronica naar SBS6 waar zij Vandaag Inside gingen maken. Onder het bewind van Louwerens had Talpa Network moeite om aan te haken bij NPO en RTL. De introductie van Vandaag Inside zorgde echter voor bovengemiddelde kijkcijfers voor SBS6, waardoor ook de advertentie-inkomsten toenamen. Andere programma's die werden geïntroduceerd gedurende het dienstverband van Louwerens waren onder andere Chateau Meiland, De kwis met ballen, Familie Gillis: Massa is Kassa, Lang leve de liefde, Marble Mania en The Tribute: Battle of the Bands. Chateau Meiland wist als tweede SBS6-programma ooit de Gouden Televizier-Ring te winnen. Ook Het Jachtseizoen (2022) en De Oranjezomer (2023) werden genomineerd, maar wisten uiteindelijk niet te winnen.
In het najaar van 2023 vertrok Louwerens bij Talpa Network om als freelancer aan de slag te gaan. Hij werd opgevolgd door de van de NPO overgekomen Frans Klein. In 2024 was Louwerens te zien in het 23e seizoen van De slimste mens. Hij eindigde in de finaleweek van het programma als vierde.
Op 4 december 2024 werd officieel bekendgemaakt dat Louwerens zich per 1 januari 2025 aan zou sluiten bij Southfields als Head of Content.